# 拔不忽
拔不忽（1245年—1308年），元朝将领，蒙古散只兀氏（珊竹台氏）。
他的曾祖父图鲁华察，以武勇著称。祖父吾也而状貌甚伟，腰大十围。其父霅礼。拔不忽年轻时聪颖明悟，其师周正方为他改汉名为介，字仲清。中统三年（1262年）开始为同知北京（治所在今内蒙古自治区宁城县西）转运司事，升任濮州尹、平滦路总管、江南浙西道提刑按察使，转任濮山北淮东道提刑按察使，召入大都为刑部尚书，再出任江东宣慰使。以眼病去职，延名儒張𩓣、吴澄教自己的儿子。至大元年（1308年）去世。